# Dudki (Kutno)
Pour les articles homonymes, voir Dudki.
Dudki (prononciation [ˈdutki]) est une localité de la gmina de Kutno, du powiat de Kutno, dans la voïvodie de Łódź, située dans le centre de la Pologne.
Elle se situe à environ 3 kilomètres au sud-ouest de Kutno (siège de la gmina et du powiat) et 49 kilomètres au nord de Łódź (capitale de la voïvodie).

## Administration
De 1975 à 1998, la localité était attachée administrativement à l'ancienne voïvodie de Płock.

Depuis 1999, elle fait partie de la nouvelle voïvodie de Łódź.